# Met de Franse slag
Iets met de Franse slag doen betekent zoveel als: half werk leveren, niet de volledige aandacht er aan besteden, iets slordig doen.
In de zeventiende en achttiende eeuw werd deze term gebruikt in de paardrijkunst. Het was een slag met een lange zweep die los en zwierig was.